# مارموست وید
مارموست وید (نام علمی: Callithrix kuhlii) نام یک گونه از سرده مارموست است.این گونه میمون از راسته میمون های دنیای جدید یا پخ بینیان است. این گونه اغلب دسته ای به تعداد ۴یا۵ماده و ۲یا۳ نر زندگی می کنند.این میمون ها زن سالار هستند. این گونه توسط انواع پرندگان شکاری مانند عقاب هارپی ،جگوار، جگواروندی و پلنگچه و مارها شکار می‌شوند.